# NGC 4248
NGC 4248은 사냥개자리에 있는 나선 은하이다. 메시에 106의 위성 은하이기도 한다.